# Robustocheles robusta
Robustocheles robusta är en spindeldjursart som beskrevs av Zacharda 1980. Robustocheles robusta ingår i släktet Robustocheles, och familjen Rhagidiidae. Arten är reproducerande i Sverige.